# 戴立克的進化
〈戴立克的進化〉（英語：Evolution of the Daleks）是英國科幻電視劇《異世奇人》系列3的第5集，2007年4月28日在BBC One播放。這集的編劇是海倫·雷娜，並由占士·史唐執導。在演員方面，除了固有的大衛·田納特飾演博士和費馬·阿吉曼扮演的瑪莎·鐘斯外，出演戴立克人格拉斯的埃里克·洛倫也有很重的戲份。
這集繼承〈戴立克在曼哈頓〉，講述戴立克試圖通過帝國大廈將所有人類改造成其同類，在博士和鐘斯的合作下，眾人成功阻止戴立克的陰謀。這集最終共吸引697萬人收看，評價以「不過不失」為主。

## 劇情
上集提到，斯卡羅教團為壯大他們的勢力，他們把人類擄走，並把具智慧的人合成為戴立克人。他們已成功將首名人類—富商迪亞格拉斯與戴立克塞克結合，改造成戴立克人，並推舉他為首領。戴立克塞克稱自當上戴立克人後，他感覺到戴立克前所未有的體驗—感情，並認為戴立克要真正的進步就應擁有感情，故極力提倡將人類與戴立克二合為一。為此，他打算把鐘斯等人合成為戴立克人。博士不同意，利用超聲起子協助眾人逃走。
回到胡佛村，博士和鐘斯告訴所羅門戴立克將會發動一場襲擊，然而所羅門認為可通過談判化解這場危機。不料，他也被戴立克殺害，而博士則在戴立克塞克的指令下被一眾戴立克帶到帝國大廈的一個實驗室。戴立克塞克繼續遊說博士其合成計劃，並退而求其次，指他們會與戴立克人到一個新的星球重過新生，並改掉入侵和殺戮的慣性。博士同意，並協助戴立克塞克將已死的地球人注入戴立克的DNA，令他們成為戴立克人。此外，戴立克塞克又解釋這基因工程需要大量能源，故他們以業主的身份於紐約市建立帝國大廈，並在天台安裝一個特別的接收器，以待耀斑最活躍之時，即十多分鐘後，這些人類能會變成戴立克人。
這時，基因工程已完成，眾人正在等待耀斑的來臨。戴立克塞克忽然發現基因出現異常。原來，其餘的戴立克已對塞克產生懷疑，認為他的態度偏軟，與戴立克過去的作風格格不入，因而在工程中動了手腳，使得人類會直接變成成戴立克。同時，他們還制伏戴立克塞克，令戴立克凱恩當上新領袖。另一邊廂，鐘斯終於明白到博士此前在胡佛村給她的指示，於是與塔羅拉走到帝國大廈的天台。博士這時也趕到天台，並試圖拆走那接收器，非但未能成功，反而被閃電擊致昏倒。此時，戴立克派出豬奴隸試圖殺掉博士，在鐘斯出手相救下博士幸免於難。
不久後，博士醒來，意識到人們已被改造成戴立克。博士深信戴立克會將更多的人類拿去改造，於是誘使戴立克來到塔羅拉工作的劇院。戴立克發現博士的蹤影後試圖殺死他，戴立克塞克捨身取命救了博士一把。戴立克見此令被剛被改造的戴立克攻擊博士，然而，他們不但沒有服從指令，反向戴立克開火。原來，博士在協助戴立克塞克進入基因工程時還悄悄地加入時間領主的基因，使得被改造的戴立克人有了反抗意識。兩名戴立克不敵強勁的火力襲擊，幾乎全軍覆沒，碩果僅存的戴立克凱恩成為最後的族人，但拒絕博士的幫助而決定逃到別的時空。在與培羅拉等人道別外，博士和鍾斯回到自由神像底部，乘坐TARDIS離開。

### 前後連接
這集並非戴立克首次將人類改造成其同類，在〈背水一戰〉中，戴立克就有此計劃。而在系列8的〈戴立克收容所〉一集中，第十一任博士就親眼目睹到神秘女子克拉拉·奧斯瓦爾德成為戴立克。這集也不是首部以帝國大廈為背景的《異世奇人》劇集，早在1966年的〈追捕〉中第一任博士就到過這兒，而他的對手正是戴立克。另外，塔羅拉與鐘斯閒聊時問她如何認識博士，鐘斯指他們是在醫院相識的，指的是〈史密斯與瓊斯〉二人初次相遇之事。

## 製作

### 劇本創作
〈戴立克的進化〉的劇本原本由史蒂芬·莫法特編寫，但後來他出任〈眨眼〉的編劇，這集的劇本才交由海倫·雷娜負責。同時，這集的背景設在1930年是特意安排的，據《異世奇人雜誌》解釋，戴維斯認為過去兩個系列過於側重於當代與未來，故此他認為製作與過凡有關的劇集能夠吸引觀眾的目光。為此，雷娜特意觀看一些以舊時的怪獸電影，其中包括1931年上映的《科學怪人》，這也使她最終把這集以大蕭條為時代背景。
這集的初稿與最終的劇本有不少出入。比如雷娜起初打算把背景設在酒吧內，但劇集的執行製作人及總編劇拉塞爾·T·戴維斯認為酒吧播出的爵士樂的風格與劇情不相符，故雷娜最終將背景改為胡佛村。此外，塔羅拉在帝國大廈發現一個因裝滿改造戴立克人實驗失敗品的籠子的情節也被刪除。

### 拍攝
這集的大部份鏡頭都在紐約取景，其中包括中央公園、帝國大廈和自由神像。儘管拍攝地點眾多，導演占士·史唐只用了3天就完成所有外景拍攝。其餘的鏡頭則在英國取景，位於卡迪夫的布特公園充當胡佛村，劇院在朗達卡嫩塔夫的帕克與戴爾會堂拍攝。雖然這集是在美國實景拍攝，考慮到劇情需要，一些地標之間的距離被修改。比如在劇中胡佛村可清楚地看到帝國大廈的正面，而事實上，中央公園與這大廈的距離為2公里左右，故這設定是錯的。此外，劇中的自由神像和帝國大廈的距離相當有限，但事實上兩者的距離是8公里。
這集的拍攝過程遇到一些障礙。首先是經費的問題，雷娜原先打算把TARDIS停泊在百老匯劇院的屋頂，但考慮到資金有限，唯把地點改在自由神像之下。然後是道具問題，劇組直到拍攝前一刻才發現未有準備格拉斯的特製手套。為解決這問題，劇組唯要求演員戴上燒焊專用的皮製手套。還有拍攝難題，在中央公園的其中一幕就因光線不足而被迫延遲拍攝。

## 發行和反響
〈戴立克的進化〉2007年4月28日在BBC One首播，這集共吸引697萬人收看，在該星期的收視排行榜名例第7。在欣賞指數方面，這集的得分是85分。
影評人大致滿意這集。IGN的特拉維斯·費科在10分為滿分下給了這集「不過不失」的6.7分，他欣賞田納特和阿吉曼的化學反應、豬奴隸的化妝以及戴立克的人性化，但同時直言這集「太多不合理的地方」，令這集打大折扣。娛樂報紙《影音俱樂部》的阿拉斯代爾給這集B的評分，讚揚鐘斯在劇中起到的作用和配角們的演出，但同時，他對戴立克為何把人們變成豬奴隸表示不解，並認為1930年代的紐約種族歧視嚴重，故身為黑人的羅所門不太可能成為胡佛村的領袖。DVD Talk的尼克·里昂斯喜歡戴立克人，但也指這集以「殺戮和逃跑」為主，令人覺得沈悶。在《誰是博士》（Who Is the Doctor）一書中，作者認為加入如安德魯·嘉菲和賴安·卡恩斯等美國演員是一件有趣的事（嘉菲為英美雙籍），又讚許米蘭達·雷森。儘管作者還欣賞戴立克企圖改造人類和把背景設在大蕭條的紐約市，但認為雷娜未有好好發揮這兩點，令故事的深度不足。總括而言，他不太滿意這集。

## 資料來源
1. ↑  . BBC. 2012-08-21  [2012-08-22]. （原始内容存档于2013-04-20）.
2. 1 2 3 4 5 6 7  . Doctor Who: A Brief History Of Time (Travel). 2014-07-06  [2015-08-28]. （原始内容存档于2013-07-12）.
3. ↑  Davies, Russell T. . Doctor Who Magazine. 2007-12-03, (377): 66. Seven hours a-flying! That's how long it took for our director, James Strong, and his team to fly to JFK, for the Official First Ever Doctor Who Shoot in New York!
4. ↑  . BBC.   [2010-05-30]. （原始内容存档于2020-02-24）.
5. ↑  . Outpost Gallifrey News Page. Source: BARB. 2007-05-09  [2007-06-03]. （原始内容存档于2013-03-28）.
6. ↑  . IGN. 2007-08-06  [2012-08-22].
7. ↑  . AV Club. 2014-03-23  [2012-08-22]. （原始内容存档于2017-08-18）.
8. ↑  Lyons, Nick. . DVD Talk. 2007-10-29  [2013-07-03]. （原始内容存档于2014-08-22）.
9. ↑  Burk, Graeme; Smith?, Robert.  1st. ECW Press. 2012-03-06: 143-146. ISBN 1-55022-984-2.

## 外部連結
- "Evolution of the Daleks" 在 BBC《異世奇人》的主頁
- "Daleks in Manhattan" / "Evolution of the Daleks" 在 異世奇人參考導覽
- "Daleks in Manhattan" / "Evolution of the Daleks" 在 異世奇人: 時間（旅行）簡史
- 互联网电影数据库上戴立克的進化的资料（英文）